# Tinytrema yarra
Tinytrema yarra är en spindelart som beskrevs av Norman I. Platnick 2002. Tinytrema yarra ingår i släktet Tinytrema och familjen Trochanteriidae.
Artens utbredningsområde är Western Australia. Inga underarter finns listade i Catalogue of Life.